# Mehrfamilienhaus Delftstraße 17
Das Mehrfamilienhaus Delftstraße 17 am Karl-Olfers-Platz in der niedersächsischen Kreisstadt Cuxhaven im Landkreis Cuxhaven stammt vom ersten Drittel des 20. Jahrhunderts.
Aktuell (2024) wird es durch Wohnungen genutzt.
Das Gebäude steht unter Denkmalschutz (siehe auch Liste der Baudenkmale in Cuxhaven).

## Geschichte und Beschreibung
Die Einwohnerzahlen von Cuxhaven stiegen nach Ende des Ersten Weltkriegs in Anbetracht des aufstrebenden Fischereigewerbes stark. Die Platzrandbebauung am Karl-Olfers-Platz an der Einmündung Elfenweg entstand Ende der 1920er Jahre im Rahmen von Stadterweiterungsmaßnahmen südwestlich der Innenstadt nach Entwürfen der Architekten Richard Alberts und P. H. Noris für die Wohnungsbaugenossenschaft Bauhütte Cuxhaven. Sie besteht aus vier- und sechsgeschossigen Wohn- und Geschäftshäusern in kubischen Bauformen, mit Flachdächern sowie glattflächigen Fassaden aus Backsteinmauerwerk mit horizontal gegliederten Fensterbändern sowie torartigen Einfassungen. Die blockhafte Backsteinarchitektur steht in der Tradition der norddeutschen Backsteinbauweisen, die u. a. durch den Hamburger Baudirektor Fritz Schumacher stark gefördert wurde. Die kubischen Bauformen mit betont ruhiger Gliederung sind zeitgenössische Impulse des Neuen Bauens.
Der Karl-Olfers-Platz wurde 1966 nach dem Cuxhavener Oberbürgermeister Karl Olfers (1888–1968) (SPD) benannt.
Das viergeschossige traufständige Gebäude als Mehrfamilienhaus auf Sockel mit Satteldach und einem Band von Gauben wurde von 1928 bis 1930 im Bauhaus-Stil gebaut nach Plänen von P. H. Noris für die Bauhütte Cuxhaven. Die Blockrandbebauung mit leicht konvex geschwungener Straßenfront hat eine Fassade in rotem Backsteinmauerwerk mit horizontaler Bänderung durch Backsteinfriese in Sturz- und Sohlbankhöhe.
Das Landesdenkmalamt befand u. a.: „[…] Diese Wohnbebauung ist beispielhaft für die siedlungs- und stadtbaugeschichtliche Entwicklung Cuxhavens in der Weimarer Republik […] Das Wohnhaus Delftstraße 15 wurde während der Weimarer Republik als Teil der Wohnhausbebauung am damaligen Platz der Republik, seit 1966 Karl-Olfers-Platz, errichtet.“
Der Architekt Noris entwarf in Cuxhaven auch die Gruppe Wohnhäuser Delftstraße (1928/30).